# Планинско сляпо куче
Планинските слепи кучета (Spalax leucodon) са вид дребни бозайници от семейство Слепи кучета (Spalacidae).
Разпространени са на Балканския полуостров, в източната част на Среднодунавската низина и по долното течение на Прут и Днестър. В България се срещат в цялата страна. Предпочитат ливади, храсталаци и редки гори, често и зеленчукови и цветни градини, особено такива с луковични растения.
Планинското сляпо куче е гризач със сивокафява до жълтокафява окраска. Дължината на тялото с главата му е 150 – 240 mm. Живее под земята и е напълно сляпо, като силно редуцираните очи са покрити с кожа. Прокопава тунелите си с добре развитите резци, които остават извън устата, дори когато тя е затворена. Изкопаната пръст уплътнява в стените на самия тунел, като рядко я изхвърля на повърхността. В тези случаи образува по-големи купчини от тези на къртиците. Агресивно е към други представители на вида.
Основната част от тунелите на сляпото куче се намират на дълбочина 15 – 25 cm и са с диаметър 6 – 10 cm, според размера на животното. То ги прокопава в търсене на храна, поради което са сложни и преплетени. Жилището му е на дълбочина 50 – 200 cm и има диаметър около 25 cm, като е постлано с трева, в някои случаи с хартия и парцали. Изгражда и складови камери за храна, в които може да натрупа до 60 kg запаси за зимата. Младите се хранят предимно със зелени части на растения, а възрастните — с корени, кореноплоди и луковици.
Размножителният период на планинските слепи кучета е от март до юни. Женските раждат веднъж годишно по 1 до 6, най-често 3 – 4 малки, които се хранят с мляко около 4 седмици и се разселват през втория месец от живота си.